# Toni Rhodin
Toni Benjamin Rhodin, född 19 februari 1955 i Stockholm, är en svensk skådespelare, cirkusartist, dramatiker och författare.

## Biografi
Rhodin är uppväxt i teatermiljön. Hans farfar var den legendariske nöjesprofilen Brazil Jack, men hans far, Teddy Rhodin, var premiärdansör vid Stockholmsoperan. Toni Rhodin utexaminerades från Scenskolan i Malmö 1977.
Toni Rhodin är verksam som skådespelare, sångare, dramatiker och författare. Han har varit engagerad på Malmö stadsteater, Helsingborgs stadsteater, Nöjesteatern, Södra Teatern i Malmö och Ystadsoperan. Han har skrivit och producerat egna föreställningar, bland annat tre sommarspel för Pildammsteatern i Malmö.
Åren 1982-1991 verkade Toni Rhodin som clown på Cirkus Brazil Jack tillsammans med sina kusiner, Trolle Rhodins barn. Även senare återkom han till cirkusen med gästspel. 1987 medverkade han i Eva Rydbergs show Vassegoa, som turnerade i Sverige, Norge, Finland och Danmark. Under 1990-talet och framåt satte han tillsammans med Sven Bornemark upp ett flertal varietéföreställningar, som de turnerade med i södra Sverige, bland annat i sällskap av Bröderna Lagerståhl.  1994-1998 turnerade han med tältshowen Rhodin & Bornemark. Samarbetet med Eva Rydberg har fortsatt i ett flertal uppsättningar. Bland annat i Den tappre soldaten Bom på Fredriksdalsteatern i Helsingborg och Änglar med glorian på sné på Nöjesteatern.
I TV har han medverkat i Sveriges Televisions serie Torsten och Greta (1983). 
Rhodin framträder även som föreläsare om sin farfar Brazil Jack och familjens cirkushistoria. Detta tema är något som också återkommer i hans romantrilogi om "cirkusfamiljen Mundi" genom decennierna. Första boken, Rex Mundivalsen (2013), belönades med Bokcirklars stora läsarpris som Årets debutant 2013. Denna följdes av Stickspår (2014) och Chica Boom (2015). I samarbete med sonen Robin Rhodin och med illustrationer av Per Åhlin utgavs år 2016 barnboken Sommarbarn - en musiksaga, inspirerad av gårdsmiljön i Viktor Rydbergs dikt Tomten.  
Toni Rhodin var bisittare under två radioprogram/podcasten snedtänkt av Kalle Lind, där de samtalade om cirkusar i allmänhet och Tonis farfar Brazil Jack i synnerhet. 

## Teater

### Roller (ej komplett)
| År   | Roll                             | Produktion                                            | Regi             | Teater                   |
| ---- | -------------------------------- | ----------------------------------------------------- | ---------------- | ------------------------ |
| 1978 | Mark                             | I skuggan (The Shadow Box) Michael Cristofer          | Claes Sylwander  | Helsingborgs stadsteater |
| 1979 |                                  | Efter Magritte (After Magritte) Tom Stoppard          | Andris Blekte    | Malmö stadsteater        |
| 1994 |                                  | Den tappre soldaten Bom Åke Cato och Mikael Neumann   | Hans Bergström   | Fredriksdalsteatern      |
| 2003 | Maurice Duclos                   | Änglar med glorian på sne (Fallen Angels) Noël Coward | Jan Hertz        | Nöjesteatern/ Turné      |
| 2008 | Sten Helin, upptäcktsresande     | Rabalder i Ramlösa Adde Malmberg och Johan Schildt    | Roine Söderlundh | Fredriksdalsteatern      |
| 2011 | Carl-Gustav Hansson, kommunalråd | Viva la Greta Åke Cato och Mikael Neumann             | Anders Albien    | Fredriksdalsteatern      |